# 혼화제
혼화제는 포틀랜드 시멘트, 배합수, 골재 이외의 콘크리트 구성 재료로, 콘크리트에 특정한 성능을 부여하는 데 쓰이는 첨가제이다. 혼화재와는 다르다.

## 종류
기능에 따라 다음과 같이 분류한다.
- 공기연행제
- 감수제
- 지연제
- 수화조절제
- 촉진제
- 특수 혼화제

### 공기연행제
공기연행제는 배합수의 표면장력을 줄여 경화 콘크리트 내에 미세한 공기가 생기게 하여 물이 동결 팽창할 때 내부응력이 생기는 것을 완화해준다. 내부응력이 생기면 경화 콘크리트의 내구성이 감소된다. 즉 공기연행제는 경화 콘크리트의 내구성 증진에 도움이 된다. 그 외에도 제빙제 및 염분, 황산염, 알칼리 골재 반응에 대한 콘크리트의 저항성을 높여준다. 공기연행을 하면 굳지 않은 콘크리트의 작업성도 증대된다.
단점으로는 콘크리트의 강도가 감소된다는 점이 있지만, 공기연행제를 사용함에 따라 물-시멘트비가 낮아지는 효과가 있기 때문에 강도감소를 줄일 수 있다. 그러나 공기연행제를 사용하면 고강도 콘크리트를 얻는 것은 어렵다.
수밀성 향상에도 도움이 된다. 경화 전 콘크리트의 슬럼프값이 증가, 블리딩이 감소한다.

### 감수제
감수제는 콘크리트의 작업성 향상을 위해 넣는 것으로, 추가로 물을 넣으면 경화 콘크리트의 특성에 해가 될 수 있기 때문에 추가 물을 넣지 않기 위해 추가하는 혼화제이다. 감수제는 시멘트 입자의 이동성을 증가시킴으로써 작업성을 확보한다. 콘크리트 슬럼프 테스트를 해보면 감수제를 넣은 굳지 않은 콘크리트는 슬럼프가 증가한다. 감수제의 종류는 감수 범위에 따라 나뉘며, 고범위 감수제는 유동화제 또는 고성능감수제라고 부른다.
감수제의 사용으로 간접적인 강도 향상을 노릴 수 있다. 배합수의 양을 줄이고 물-시멘트비를 줄임으로써 강도 향상에 도움이 된다. 콘크리트 배합 비용 절감의 주된 원인인 시멘트 사용량 감소에 기여할 수 있다.
고성능 감수제의 출현으로 고강도 콘크리트, 초기강도 발현이 필요한 콘크리트, 낮은 공극률이 요구되는 콘크리트를 제작하는 것이 용이해졌다. 또한 얇은 단면이 필요한 경우, 촘촘하게 배근된 보강철근 주변에 콘크리트를 타설하는 경우, 수중 시멘트 타설, 펌핑을 통한 콘크리트 타설, 콘크리트 다짐이 어려운 경우에도 고성능 감수제를 쓰면 문제를 해결할 수 있게 되었다.

### 지연제
때때로 현장에서는 콘크리트를 비빈 후 타설 또는 마감 이전에 경화되는 것을 지연시켜야하는 경우가 발생한다. 이럴 때 사용되는 것이 지연제이다. 더운 날씨로 인해 콘크리트가 빨리 굳는 것을 막고자 할 때, 긴 이송거리를 필요로 하는 콘크리트 공사, 골재 노출과 같은 특별한 마감작업을 해야하는 경우 지연제를 사용한다.
지연제의 사용으로 초기 재령 1-3일에 콘크리트의 강도감소가 일어날 수 있다. 몇몇 지연제는 공기연행을 통해 콘크리트 타설의 작업성을 향상시켜주기도 한다.

### 수화조절제
수화조절제는 콘크리트의 수화작용을 멈추거나 다시 시작시키는 작용을 하는 혼화제이다. 안정화제와 활성화제로 나뉘며 안정화제는 콘크리트 수화작용을 최대 72시간까지 멈추게 하고, 활성화제는 다시 수화작용이 일어나도록 하는 수화조절제이다. 장거리 콘크리트 이송 시 또는 어떠한 사유로 공사를 중지해야하는 경우 사용한다.

### 촉진제
보통 콘크리트보다 더 빠른 강도발현이 필요할 때 촉진제를 쓴다. 촉진제를 쓰는 또다른 목적은 수압이 걸릴 때 물이 새는 것을 막기 위해서도 있다. 온도가 낮을 때 주로 사용하여 동해의 위험을 방지한다. 대표적인 촉진제로는 염화칼슘(CaCl2)가 있다. 포틀랜드 시멘트 협회(PCA)에 따르면 염화칼슘을 사용해선 안 되는 경우는 다음과 같다.
- 프리스트레스트 콘크리트
- 알루미늄과 접하고 있는 콘크리트. 특히 알루미늄이 강재와 접하는 경우
- 알칼리 골재 반응을 보이기 쉬운 콘크리트
- 물이나 황산염을 포함한 토양과 접하고 있는 콘크리트
- 고온의 환경에서 타설하는 경우
- 대량으로 콘크리트를 쓸 때

염화칼슘을 쓴 콘크리트에서는 다음의 영향이 나타난다.
- 내구성 감소
- 철근 부식
- 수화열 증가
- 조기강도 증대

염화칼슘 대신 쓸 수 있는 방법으로는 조강 시멘트(3종)을 쓰는 방법, 단위시멘트량을 늘리는 방법, 고온 양생하는 방법, 비염화칼슘 촉진제(규산나트륨{\displaystyle {\ce {(Na2SiO2)}}}, 규산칼륨{\displaystyle {\ce {(K2SiO3)}}})를 쓰는 방법이 있다.

## 사용 목적
포틀랜드 시멘트 협회(PCA; Portland Cement Association)에 따르면 다음과 같은 목적을 위해 혼화제를 사용한다. 첫째, 콘크리트 공사 비용 절감이다. 둘째, 콘크리트의 특정한 성질을 다른 방법보다 효과적으로 얻기 위해서이다. 셋째, 불리한 기상 조건 하의 콘크리트 시공 시 품질 확보를 위해서이다. 넷째, 콘크리트 시공 중 발생하는 돌발 상황에 대처하기 위해서이다.

## 참고 문헌
- Michael S. Mamlouk; John P. Zaniewski (2016). 《실험과 함께하는 건설재료학》. 동화기술. ISBN 9788942590896.